# Сатоя, Таэ
Таэ Сатоя (яп. 里谷 多英 Сатоя Таэ, род. 12 июня 1976, Саппоро, Япония) — японская фристайлистка (могул), чемпионка зимних Олимпийских игр 1998 года, бронзовый призёр Олимпийских игр 2002 года.

## Биография
Таэ Сатоя родилась в 1976 году в Саппоро. Она одержала первую победу на общенациональном чемпионате, когда училась в 6 классе. В 15-летнем возрасте дебютировала на Кубке мира, участвовала в зимних Олимпийских играх 1994 года. Победила на зимних Олимпийских играх 1998 года в могуле. Она стала первой японкой, победившей на зимних Олимпийских играх. В том же и 1999 годах побеждала на Кубке мира. На Олимпийских играх 2002 года завоевала бронзовую медаль, уступив норвежке Кари Тро и американке Шэннон Барк. Она стала первой японкой-дважды медалисткой зимних Олимпийских игр.
В 2005 году Сатоя попала в скандал с дракой в ночном клубе. Это привело к ухудшению её репутации на родине и потере спонсорства. Японская федерация лыжного спорта не позволила ей участвовать в Чемпионате мира по фристайлу 2005 года. Тем не менее, Сатоя продолжила выступать на соревнованиях, в том числе на Олимпийских играх 2006 и 2010 года, однако более не достигала высоких результатов на международном уровне. В 2013 году она объявила о завершении карьеры.